# قضاء البادية الشمالية الغربية
قضاء البادية الشمالية الغربية قضاء يقع في لواء البادية الشمالية الغربية، محافظة المفرق في الأردن. ينتمي القضاء للواء البادية الشمالية الغربية الذي يضم 4 أقضية. يقدر عدد سكانه بـ 155799 نسمة حسب إحصاء 2015.

## الوصلات الخارجية
- دائرة الاحصاءات العامة